# عملات الاحتلال الياباني
عملات الاحتلال الياباني، المعروفة رسميًا باسم عملات بنك التنمية الجنوبي، هي عملة أصدرتها السلطة العسكرية اليابانية لتكون بديلاً للمحلات المحلية بعد غزو المستعمرات ودول أخرى في الحرب العالمية الثانية. ففي شهر فبراير من عام 1942 في اليابان، تم تمرير قوانين تقضي بإنشاء بنك التمويل الحربي وبنك التنمية الجنوبي. وقام البنكان بإصدار سندات لجمع التبرعات. وكان البنك الأول يقدم القروض أساسًا للصناعات العسكرية ولنطاق عريض من المشروعات، مثل المولدات الهيدروليكية وشركات الطاقة الكهربية وصناعة السفن والصناعات البترولية. بينما كان البنك الثاني يقدم الخدمات المالية في المناطق التي تحتلها العسكرية اليابانية، وكانت عملات بنك التنمية الجنوبي تستخدم حقًا كأسهم عسكرية. وفي شهر ديسمبر من عام 1942، كان الرصيد القائم من عملات بنك التنمية الجنوبي أكبر من 470 مليونًا، بينما كان في شهر مارس من عام 1945 أكبر من 13 مليارًا.

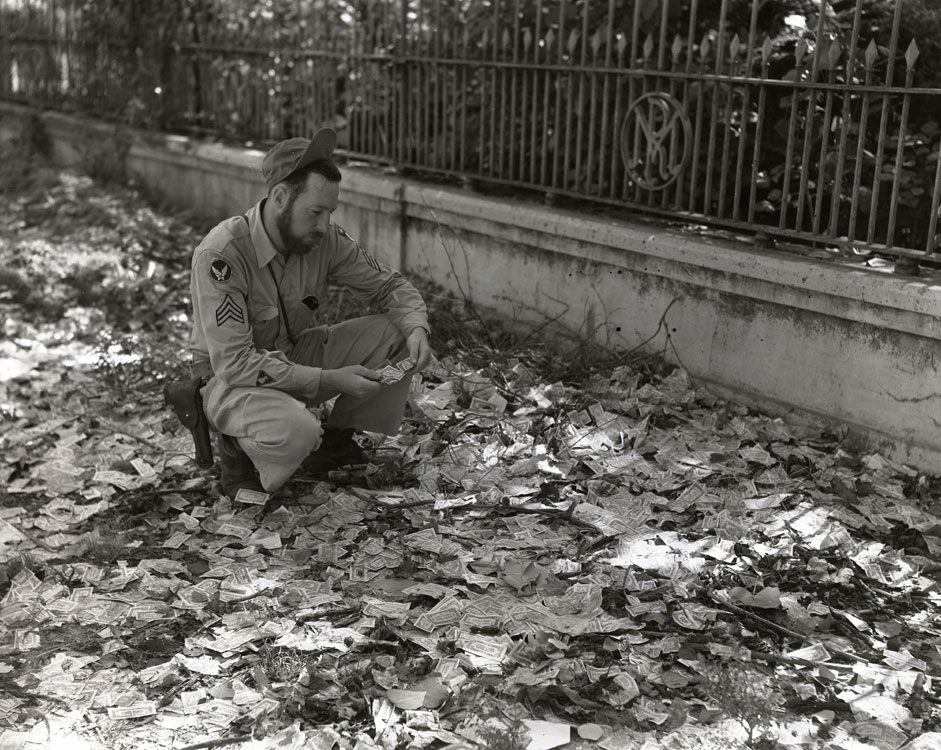
عملات الاحتلال مبعثرة في الشارع في مدينة ينغون عام 1945.

أعلن وزير الخارجية الياباني يوسوكه ماتسوكا في شهر أغسطس من عام 1940 عن فكرة مجال الازدهار المشترك لشرق آسيا الكبرى. فقد كانت اليابان تحمل رؤية لمجال الازدهار المشترك بأن يكون كتلة من الدول الآسيوية التي تحقق الاكتفاء الذاتي بقيادة اليابان وأن تتحرر تلك الدول من القوى الغربية؛ «آسيا للآسيويين». ونظرًا لاحتلال اليابان عددًا من الدول الآسيوية، قامت اليابان بإنشاء حكومات برئاسة قادة محليين أعلنوا استقلالهم عن القوى الغربية.
بدءًا باحتلال الفلبين، قامت القوات العسكرية اليابانية بمصادرة جميع العملات الصعبة، على مستوى الدولة وعلى مستوى الأشخاص، واستبدلتها بعملات ورقة مطبوعة محليًا تحمل إشعار الإصدار العسكري. وتحمل جميع العملات اسم جهة الإصدار «الحكومة اليابانية» بينما تحمل بعض الحملات إشعار «تعهد بالدفع للحامل عند الطلب». وكان الفليبينيون المحليون يطلقون عليها اسم «أموال ميكي ماوس» ولقد أصبحت تلك الأموال عديمة الفائدة بعد سقوط اليابان وتم حرق أطنان منها. ولقد أصدرت الأوامر للقوات اليابانية بتدمير سجلات البنك وأية عملات متبقية قبل الاستسلام.
مع نهاية الحرب العالمية الثانية، كان يضم محيط الازدهار المشترك، حيث كانت تصدر عملات الاحتلال، كل من الفلبين وبورما (الآن ميانمار) ومالايو وبورنيو الشمالية والسوارق (الآن ماليزيا) وسنغافورة وبروناي والهند الشرقية الهولندية (الآن إندونيسيا) وبعض مناطق أوقيانوسيا (غينيا الجديدة وجزر سليمان وجزر جلبرت).

## الفلبين

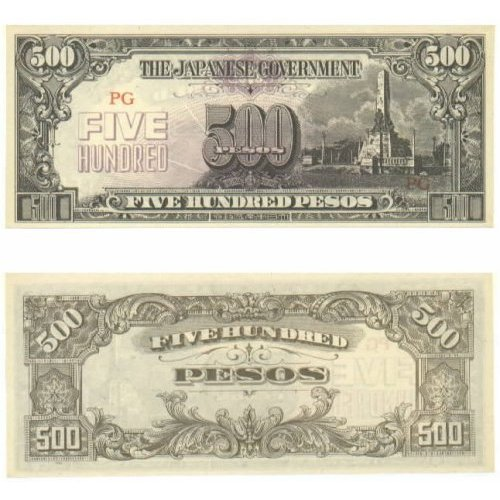
عملة الاحتلال الياباني - 500 بيسو فلبيني

دخلت القوات اليابانية لوزون في العاشر من ديسمبر عام 1941. ثم اقتحمت مانيلا في الثاني من يناير عام 1942، وفي الطريق استولت على ما يزيد عن 20.5 مليون دولار أمريكي ونقود محلية وعدد غير معلوم من العملات الأجنبية والسبائك. ولقد استخدم اليابانيون هذه العملات الصعبة في الخارج لشراء المواد الخام والأرز والأسلحة لتموين معداتها الحربية. وبدلاً من تلك العملات أصدرت القوات اليابانية سلسلة مختلفة من النقد الإلزامي. وكان الإصدار الأول عام 1942 يتألف من العملات فئة 1 و5 و10 و50 سنتافو وفئة 1 و5 و10 بيسو. وفي العام التالي تم إصدار «عملات ورقية بديلة» بقيمة 1 و5 و10 بيسو بينما شهد عام 1944 إصدار العملة الورقية فئة 100 بيسو وبعدها بفترة قصيرة تم إصدار فئة 500 بيسو التضخمية. وقبل انتهاء الحرب بفترة قصيرة عام 1945، أصدرت اليابان العملة فئة 1000 بيسو. فلقد تم إكمال ألواح طباعة هذه العملات في مانيلا قبل فترة قصيرة من دخول القوات الأمريكية المدينة في الثالث من فبراير عام 1945، وقام اليابانيون بطباعة العملة فئة 1000 بيسو أثناء انسحابهم من مانيلا إلى باغيو. وكان اليابانيون في حالة دفاع وتنقصهم الإمدادات، فقاموا بتخفيف حبر الطابعات بسائل آلة النسخ لزيادة المخزون

## مالايو وبورنيو الشمالية والسوارق وبروناي
بدأ اليابانيون هجومهم على مالايو البريطانية في نفس اليوم مثل بيرل هاربر. ودخل اليابانيون مالايو برًا من الشمال وسقطت قاعدة سنغافورة المحصنة يوم 15 فبراير 1942 وسيطر اليابانيون عليها مع بقية مالايو حتى شهر أغسطس من عام 1945. كانت العملة المالاوية هي الدولار (دولار مستعمرات ستريت أو مالايو)، ومن ثم كثيرًا ما يعتقد خطأً أنها خاصة بالغزو الأمريكي. وفي عام 1942 أصدر اليابانيون عملة ورقية فئة 1 و5 و10 و50 سنتًا و1 و5 و10 دولارات. وكانت العملات فئة 1 و5 و10 دولارات تحمل أرقامًا مسلسلة ثم حُذفت تلك الأرقام لاحقًا. ولقد أدى التضخم عام 1944 إلى إصدار عملة فئة 100 دولار. وفي عام 1945 تم إصدار عملة بديلة فئة 100 دولار بالإضافة إلى عملة فئة 1000 دولار نتيجة التضخم الشديد. وكانت سلسلة العملات التي صدرت عام 1942، بما فيها 50 سنتًا و1 و5 و10 سنتات، والعملة فئة 100 دولار التي صدرت عامي 1944/45، تشتمل على عبارة [الحكومة اليابانية] «تعهد بالدفع للحامل عند الطلب». لكن العملة البديلة فئة 100 دولار الصادرة عام 1944 لم تحمل تلك العبارة.

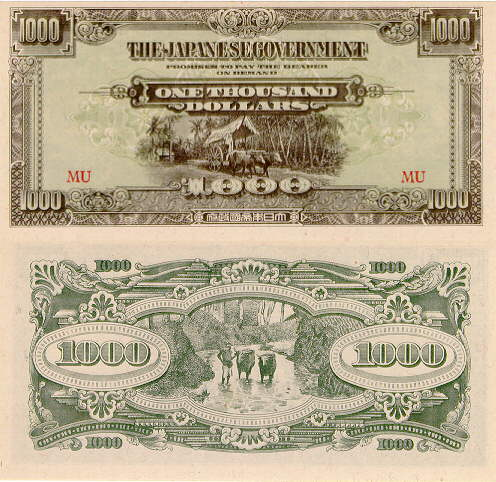
أموال الاحتلال الياباني الصادرة في مالايو.

نظرًا للحاجة إلى المعادن كمادة تستخدم في الحرب، لم يصدر اليابانيون عملات معدنية أثناء فترات احتلال تلك الدول. فكانت عملات الاحتلال تُطبع على الورق، بما في ذلك العملات الأقل من دولار واحد. بيد أنه يوجد في معرض العملات في بنك نيجارا الماليزي في كوالالمبور نموذج لعملة معدنية تبين أنه تم التفكير في إصدار عملات معدنية أثناء الاحتلال. فالنموذج المعروض للعملة المعدنية فئة 20 سنتًا من الألمونيوم منقوش على وجهها كلمة ماليزيا، والتاريخ 2602، يقابله من التقويم الياباني هو 1942 ميلاديًا. بينما نُقش على الظهر تصميم ياباني تقليدي لأشعة الشمس مع زهور الساكورا و20 سنتًا على القمة.
لقد استخدم اسم ماليزيا على نموذج العملة المعدنية عام 1942. ولم يتم تغيير اسم هذه الدولة من «مالايو» إلى «ماليزيا» حتى 16 سبتمبر 1963. رغم أن اسم «ماليزيا» كان مستخدمًا على نطاق واسع منذ القرن التاسع عشر، وكانت وزارة المالية في أوساكا في اليابان قد صدقت على نموذج العملة المعدنية وكانت تسك في دار سك عملات أوساكا، وكانت اليابان تستخدم اسم «ماليزيا» لتلك المنطقة في هذا الوقت.

## بورما

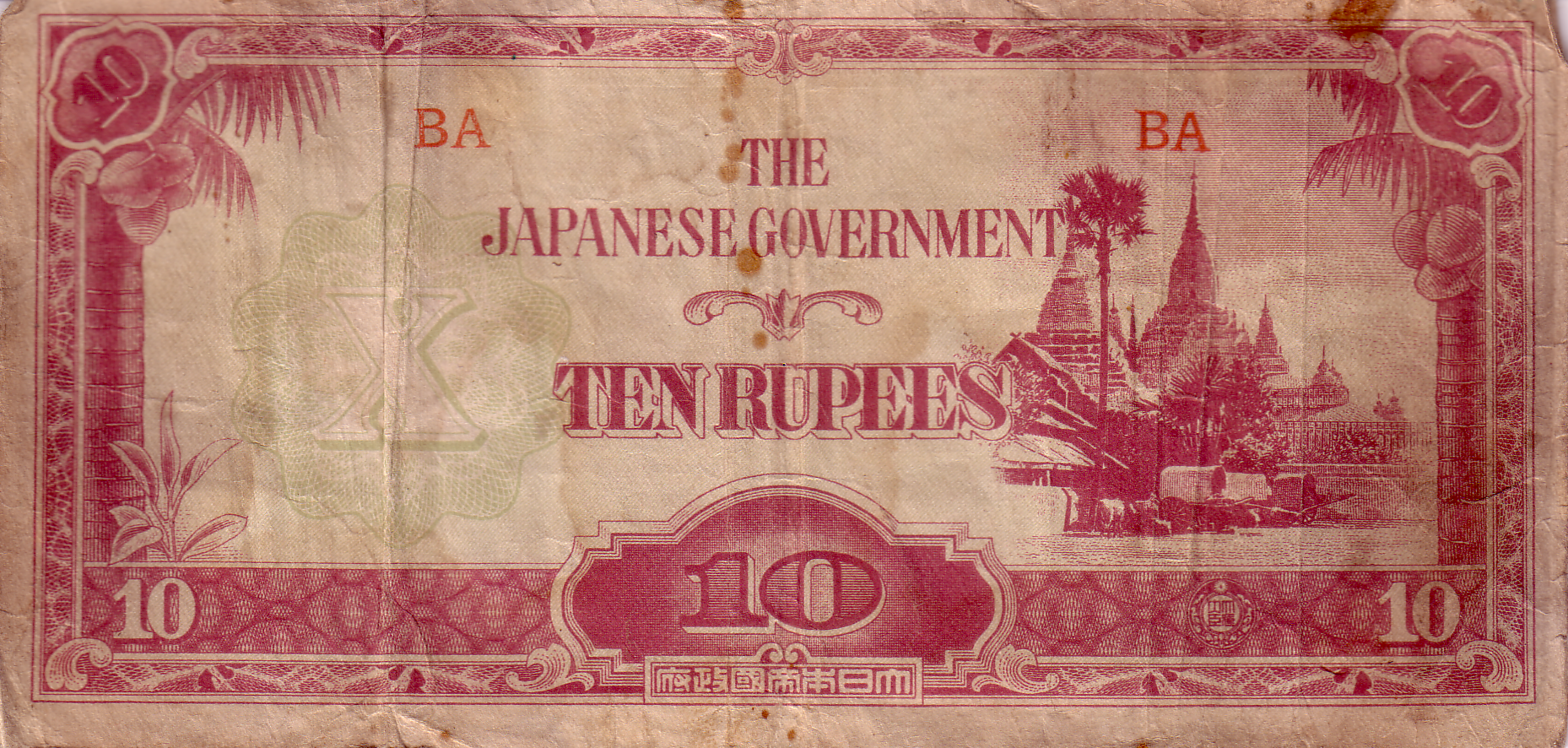
10 Rupee, Japanese Invasion Money - Burma

لقد اجتاحت القوات اليابانية بورما في شهر يناير من عام 1942. ثم أسقطوا ماندالاي يوم 21 مايو 1942 مما أجبر البريطانيين على الانسحاب إلى الهند. وسيطر اليابانيون على بورما حتى حملة الحلفاء الثانية عام 1944؛ رغم أنه لم يتم تطبيق الاستسلام الرسمي حتى شهر أغسطس من عام 1945. وفي عام 1942 أصدر اليابانيون عملة ورقية فئة 1 و5 و10 سنتات و¼، و½، و1، و5 و10 روبيات.

خفض اليابانيون عام 1943 عقوبة د. با ماو، مدافع مفوه عن الحكم الذاتي لبورما، وقاموا بتنصيبه حاكمًا لحكومة صورية. وبدءًا من عام 1943 وحتى السنوات التالية أصدر اليابانيون عملة ورقية فئة 1 و5 و10 روبيات مع إصدار فئة 100 روبية عام 1944. وتقول الرموز اليابانية الموجودة في المربع المستطيل أسفل كل عملة «حكومة اليابان الإمبريالية العظمى» وتقول محتويات الخاتم في الجانب الأيمن السفلي الرمز الياباني لوزارة المالية.

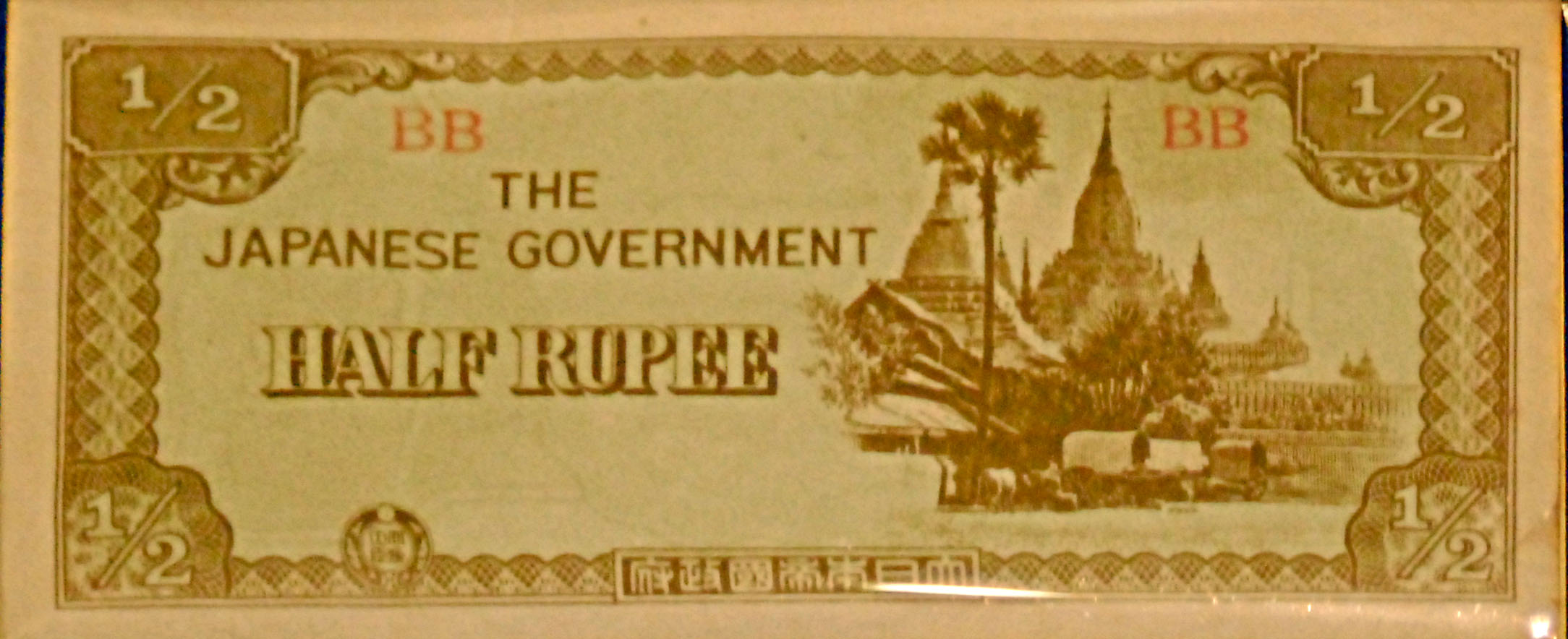
1/2 Rupee, Japanese Invasion Money - Burma

## الهند الشرقية الهولندية

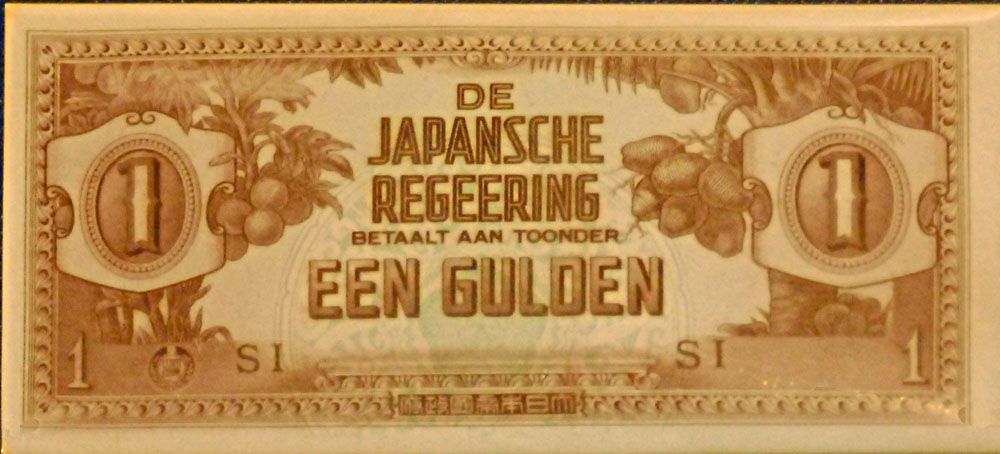
Japanese Invasion Money - Netherlands 1 Gulden

بعد سقوط سنغافورة في شهر فبراير من عام 1942، هاجم اليابانيون الهند الشرقية الهولندية وسيطروا عليها سيطرةً تامة بحلول التاسع من مارس عام 1942 وتمت السيطرة عليها حتى الاستسلام في شهر أغسطس من عام 1945. وفي عام 1942، أصدرت اليابان عملة ورقية فئة 1 و5 و10 سنتات وفئة ½ و1 و5 و10 جلدرات. لكن ما يجعل هذه العملات فريدة أنها مكتوبة كليًا باللغة الهولندية. وقيمة هذه العملات هي 1 و5 و10 سنتات وجلدرات. وتحمل جميع تلك العملات العبارة التالية «تتعهد الحكومة اليابانية بالدفع للحامل عند الطلب». وتم إصدار العملات الورقية فئة 100 و1000 روبية عام 1944، وتحمل العبارة الإندونيسية "Pemerintah Dai Nippon" (تعني الحكومة اليابانية). ولقد أصدرت أيضًا سلسلة إضافية من العملات الورقية فئة 1/2 و1 و5 و10 و100 روبية عام 1944 وتحمل العبارة التالية باللغة اليابانية "Dai Nippon Teikoku Seiku" (حكومة اليابان الإمبريالية).

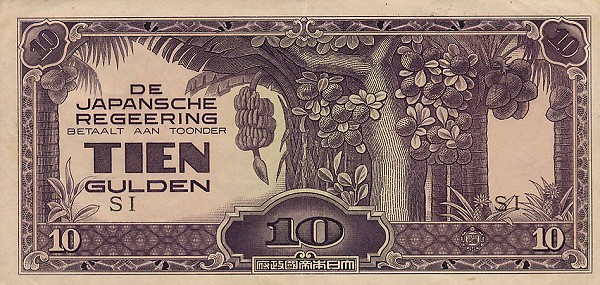
Japanese Invasion Money - Netherlands 10 Gulden

 

## أوقيانوسيا
تشير أوقيانوسيا إلى غينيا الجديدة البريطانية وجزر سليمان وجلبرت وغيرها من حصون الجزر الصغيرة. ولقد تم احتلال تلك الجزر بهدف الدفاع عن الجزر داخل مجال الازدهار المشترك. وفي عام 1942 أصدر اليابانيون عملة ورقية فئة ½ شيلنج للاستخدام في تلك المناطق. وأحيانًا ما يعتقد خطأً أن تلك الأموال قد تمت طباعتها استعدادًا لغزو أستراليا؛ رغم أنه لم يتم مطلقًا التخطيط لهذا الغزو ولم تستخدم تلك العملات الورقية في أستراليا.

## عملات الحملة الدعائية
أعدت الولايات المتحدة عملات شبيهة في حملة مضادة لإصدار عملة 5 روبيات الورقية للاستخدام في بورما في الفترة من 1942 إلى 1944. وكانت العملة الشبيهة الأمريكية مشابهة للعملة الأصلية من الوجه الأمامي. بينما يوجد على الوجه الخلفي عبارتا الحملة باللغة كاشين جينجفو (قبيلة بورمية محاربة). وتقول العبارة: «لقد أمرت الحكومة العسكرية اليابانية قواتها في بورما بالحفاظ على الأوامر التالية سرًا. ولقد أصدرت الحكومة العسكرية عملات ورقية لاستخدام [اليابانيين] في بورما. أنفق مثلما تشاء على الأطعمة والأشياء الأخرى، ولكن لا تخبر شعب (الكاشين) عن سر تلك الأموال. الكاشين! يصنع اليابانيون تلك العملات عديمة القيمة لاستخدامك. فمن السهل الحصول على تلك العملات، ولكن يصعب جدًا شراء الأطعمة أو الأشياء الأخرى. فلتتجنب تلك العملات، أو سيتم خداعك.»

## عملات زائفة
قامت الولايات المتحدة بتزييف العملات طوال الحرب في محاولةٍ منها لـ قلقلة الاقتصاد المحلي، ومن ثم تعيق اليابانيين وتمد الجماعات المسلحة التي تحارب اليابان بالإمدادات. الجنرال ماكارثر طالب مكتب الخدمات الإستراتيجية (OSS) بنسخ العملات اليابانية في الفلبين لصالحه. وللحظ كان يوجد في الولايات المتحدة مورد وافر من النباتات التي موطنها اليابان. وعندما نضبت تلك الأشجار تحولت عملية التزوير إلى أستراليا. وفي عام 1943 طلب ماكارثر تلك العملات المزورة التالية وحصل عليها؛ خمسة ملايين بيسو فئة 5 بيسو، مليون ونصف مليون بيسو فئة 1 بيسو وخمسمائة ألف فئة 50 سنتافو.
كان بنك كومنولث أستراليا هو من ينتج عملات الاحتلال الياباني المزورة. ولقد اكتشفت مؤخرًا مراسلات بين مفوضية الهند الشرقية إلى الحاكم، بنك كومنولث أستراليا، في الخامس من أكتوبر من عام 1942 تبين طلب ما يقرب من 70 ألف عملة مزيفة في فئات مختلفة. ووجد خطاب متابعة يليه بثلاثة أشهر يشتمل على طلب 70 ألف قطعة أخرى من العملات المزيفة مثل الطلب السابق فقد «أثبتت فعالية كبيرة» واستنفدت.

## النتائج

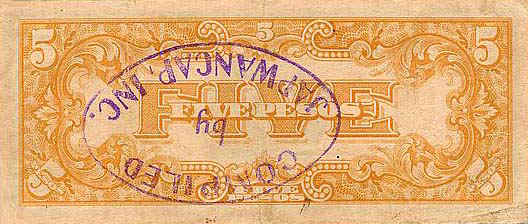
عملة من عملات الاحتلال الياباني بختم شركة رابطة المطالبين بعملات الحرب اليابانية في الفلبين (JAPWANCAP)

تأسست بعد الحرب العالمية الثانية منظمة تسمى «شركة رابطة المطالبين بعملات الحرب اليابانية في الفلبين المحدودة» (JAPWANCAP) في 8 يناير 1953. وكانت تهدف إلى الضغط على الحكومتين الفلبينية والأمريكية من أجل تعويض أو دفع جزء من قيمة ما أصدرته العسكرية اليابانية من عملات لصالح الفلبين. ولقد احتفظت المؤسسة بالعملات وأصدرت شهادات عضوية وبطاقات هوية رسمية وسندات إيداع. وكانت تلك الشهادات تصدر مقابل رسوم. لكن النظام القضائي الفلبيني لم يكن مهتمًا بمتابعة الأمر ولم تتحقق أية فائدة منه. وفي عام 1967 قامت شركة JAPWANCAP بمقاضاة الحكومة الأمريكية من أجل الحصول على تعويضات ولكنها خسرت القضية. ولقد استمرت المعارك القضائية ضد اليابان حتى فترة قريبة حتى وصلت القضايا إلى المحاكم العليا في اليابان. ولم يحصل أي شخص حتى وقتنا هذا على تعويض مقابل عملات الاحتلال الياباني. وبموجب معاهدة السلام مع اليابان الموقعة في شهر سبتمبر من عام 1951 قدمت اليابان تعويضات على مستوى الدول وليس على مستوى الأفراد. ولا زالت توجد كميات كبيرة من عملات الاحتلال الياباني ويمكن لجامعي العملات شراء معظم الإصدارات بأموال قليلة.